# Shopify
Shopify és una empresa canadenca dedicada al comerç electrònic establerta a Ottawa, Ontario que desenvolupa programari per a botigues en línia i a punts de venda físics. Va ser fundada el 2004, basant-se inicialment en el programari que van dissenyar els seus fundadors per a la botiga en línia del seu negoci de snowboard. Els informes comercials analitzen que el 2015 l'empresa disponia de més de 175.000 comerços que fent servir la seva plataforma, movent un total de negoci brut d'uns deu mil milions de dòlars.